# Jorginho (labdarúgó, 1964)
Jorge de Amorim Campos, röviden Jorginho (Rio de Janeiro, 1964. augusztus 17. –) brazil válogatott labdarúgó.
A brazil válogatott tagjaként részt vett az 1990-es világbajnokságon és as 1994-es világbajnokságon. Utóbbin beválasztották a torna álomcsapatába.

## Statisztika
| Brazil válogatott | Brazil válogatott | Brazil válogatott |
| Időszak           | Mérk.             | gól               |
| ----------------- | ----------------- | ----------------- |
| 1987              | 1                 | 1                 |
| 1988              | 7                 | 1                 |
| 1989              | 10                | 0                 |
| 1990              | 7                 | 0                 |
| 1991              | 1                 | 0                 |
| 1992              | 2                 | 1                 |
| 1993              | 13                | 0                 |
| 1994              | 12                | 0                 |
| 1995              | 11                | 0                 |
| Összesen          | 64                | 3                 |